# Love the one you're with
Love the one you're with is een lied dat werd geschreven door Stephen Stills. Hij bracht het in 1970 uit op een single met To a flame op de B-kant. Daarnaast verscheen het in datzelfde jaar op zijn album Stephen Stills. De single was in 1970 alarmschrijf bij Radio Veronica.
Stills werd geïnspireerd tot het lied doordat die zin tijdens een feest bij Billy Preston werd uitgesproken. Volgens Stills kwam die boodschap heel erg goed bij hem aan.
Stills had er in verschillende landen een hit mee. Daarnaast werd het door tal van artiesten gecoverd en werd het opnieuw een hit in de uitvoeringen van The Isley Brothers (1971), Brentwood (1983), Bucks Fizz (1986), The Chantoozies (1986) en Luther Vandross (1994). Ook diende het lied als soundtrack voor films en werd het in reclamespotjes gebruikt.

## Hitnoteringen
De single van Stills bereikte de hitlijsten van Nederland maar niet van België. Ook stond het in 2002 nog een jaar in de Top 2000 van Radio 2. Daarnaast kwam de single in de Amerikaanse en Britse hitlijsten te staan.

### Nederland
| Love the one you're with in de Nederlandse Top 40 van 02-01-1971 t/m 23-01-1971 | Love the one you're with in de Nederlandse Top 40 van 02-01-1971 t/m 23-01-1971 | Love the one you're with in de Nederlandse Top 40 van 02-01-1971 t/m 23-01-1971 | Love the one you're with in de Nederlandse Top 40 van 02-01-1971 t/m 23-01-1971 | Love the one you're with in de Nederlandse Top 40 van 02-01-1971 t/m 23-01-1971 | Love the one you're with in de Nederlandse Top 40 van 02-01-1971 t/m 23-01-1971 |
| Week                                                                            | 1                                                                               | 2                                                                               | 3                                                                               | 4                                                                               |                                                                                 |
| ------------------------------------------------------------------------------- | ------------------------------------------------------------------------------- | ------------------------------------------------------------------------------- | ------------------------------------------------------------------------------- | ------------------------------------------------------------------------------- | ------------------------------------------------------------------------------- |
| Positie                                                                         | 23                                                                              | 18                                                                              | 19                                                                              | 31                                                                              | uit                                                                             |

| Love the one you're with in de Hilversum 3 Top 30 van 26-12-1970 t/m 23-01-1971 | Love the one you're with in de Hilversum 3 Top 30 van 26-12-1970 t/m 23-01-1971 | Love the one you're with in de Hilversum 3 Top 30 van 26-12-1970 t/m 23-01-1971 | Love the one you're with in de Hilversum 3 Top 30 van 26-12-1970 t/m 23-01-1971 | Love the one you're with in de Hilversum 3 Top 30 van 26-12-1970 t/m 23-01-1971 | Love the one you're with in de Hilversum 3 Top 30 van 26-12-1970 t/m 23-01-1971 | Love the one you're with in de Hilversum 3 Top 30 van 26-12-1970 t/m 23-01-1971 |
| Week                                                                            | 1                                                                               | 2                                                                               | 3                                                                               | 4                                                                               | 5                                                                               |                                                                                 |
| ------------------------------------------------------------------------------- | ------------------------------------------------------------------------------- | ------------------------------------------------------------------------------- | ------------------------------------------------------------------------------- | ------------------------------------------------------------------------------- | ------------------------------------------------------------------------------- | ------------------------------------------------------------------------------- |
| Positie                                                                         | 26                                                                              | 9                                                                               | 18                                                                              | 17                                                                              | 22                                                                              | uit                                                                             |

### NPO Radio 2 Top 2000
Love the one you're with stond alleen in 2002 in de NPO Radio 2 Top 2000, op plek 648.

### Andere landen
| Land                       | piekpositie | aantal weken |
| -------------------------- | ----------- | ------------ |
| Verenigde Staten (Hot 100) | 14          | 11           |
| Verenigd Koninkrijk        | 37          | 4            |

## The Isley Brothers
In 1971 brachten The Isley Brothers het lied uit op een single met He's got your love op de B-kant. Daarnaast verscheen het op hun album Givin' it back.
| Land                       | piekpositie | aantal weken |
| -------------------------- | ----------- | ------------ |
| Verenigde Staten (Hot 100) | 18          | 11           |

## Brentwood
In 1983 had de countryzanger Brentwood een kleine hit met het nummer, dat zowel op de A- als B-kant van de single terechtkwam. De single bereikte nummer 96 van de Hot Country Songs, de hitlijst voor countrymuziek van Billboard in de Verenigde Staten.
| Hitlijst                       | piekpositie |
| ------------------------------ | ----------- |
| Verenigde Staten (Hot Country) | 96          |

## Bucks Fizz
In 1986 bracht Bucks Fizz het lied uit op een single met Too hard op de B-kant. Ook verschenen er 12" maxisingles waarop I hear talk als derde nummer werd toegevoegd. De single behaalde een hitnotering in het Verenigd Koninkrijk.
| Land                | piekpositie | aantal weken |
| ------------------- | ----------- | ------------ |
| Verenigd Koninkrijk | 47          | 3            |

## The Chantoozies
In 1991 brachten The Chantoozies een cover van het lied uit op een single in de stijl synthpop. De single bereikte nummer 21 in Australië. Het verscheen daarnaast op het muziekalbum Gild the lily dat zowel op een elpee als een cd werd uitgebracht.
| Land      | piekpositie | aantal weken |
| --------- | ----------- | ------------ |
| Australië | 21          | 8            |

## Luther Vandross
Van Luther Vandross verscheen in 1994 een cover op een single die in verschillende landen werd uitgebracht. Op de 7" single stond het nummer Going in circles op de B-kant. Daarnaast verschenen enkele maxisingles waarop hij meer nummers plaatste. Ook verscheen het dat jaar op zijn album Songs. Zijn single werd een hit in meerdere landen.
| Land                       | piekpositie | aantal weken |
| -------------------------- | ----------- | ------------ |
| Nieuw-Zeeland              | 23          | 5            |
| Verenigd Koninkrijk        | 31          | 4            |
| Duitsland                  | 53          | 12           |
| Verenigde Staten (Hot 100) | 95          | 2            |

## Overige covers
Verder verschenen er nog een groot aantal covers van andere artiesten. De kwamen bijvoorbeeld van Les Humphries Singers (1971), Percy Faith His Orchestra and Chorus (1971), Lucky Peterson (1971), Aretha Franklin (1971), The Supremes & Four Tops (1971), King Curtis (1972), Phillis Dillon (1972), Bobby Goldsboro (1972), Bob Seger (1972), Mother's Finest (1972), Rufus (1973), Joe Cocker (1976), Diesel Park West (1992), Luther Vandross (1994), Morning Wood (1994), Boy Howdy (1995), Hoel & Albrigtsen (1997), The Wailing Souls (1998), Will Young (2003), Carl Dixon (2003), Dana Winner (2005), Nils Landgren & Joe Sample (2006), Bonnie Bramlett & Mr. Groove Band (2006), en Melanie Adak (2007).